# Oguzowie
Oguzowie – tradycyjna turecka nazwa związku plemion oraz grupa tureckich plemion istniejąca pomiędzy VIII a XII wiekiem, od której wywodzą się m.in. dzisiejsi Turkmeni i Turcy.

## Etymologia i historia nazwy plemienia
Swoją nazwę wywodzą od słowa „ok” (strzała), które w języku tureckim brzmi identycznie jak plemię. Słowo to zostało nawet ówcześnie przetłumaczone w znaczeniu plemię na język chiński (np. On-ok to dziesięć plemion). Przyrostek „-z” w starożytnych językach tureckich oznaczał liczbę mnogą. W istocie rzeczy nazwa Oguzowie nie jest nazwą etniczną, lecz słowem, które bezpośrednio zdefiniowało znaczenie plemion tureckich.
Po raz pierwszy nazwę Oguz napotkano w postaci inskrypcji na brzegach Jeniseju. Na jego podstawie za fakt uznaje się unię 6 plemion Oguzów. Jako że inskrypcja należała do ich bejów, trzeba przyznać, że Oguzowie ci przetrwali tam zorganizowani w unię.
Wydaje się możliwe, że datowanie początków historii ludu sięga daleko głębiej. Źródła chińskie podają istnienie w II stuleciu p.n.e. plemienia o nazwie 呼揭 Hujie (nie było słowa oznaczającego Turków w tamtych czasach) – był to chiński odpowiednik tureckiego słowa Ogur, a że niektóre społeczności tureckie wymawiały r w sposób zbliżony do z – możemy z istotnym prawdopodobieństwem przypuszczać, że to właśnie region Tabargatay-Kobdo jest miejscem pierwotnego pobytu Oguzów w Chinach.

## Oguzowie i Gokturcy: ludzie tej samej rasy
Niektóre tureckie plemiona, które formowały struktury chanatu goktureckiego od VI wieku n.e. zawiązywały pomiędzy sobą unie. Tak właśnie ustanowiono chanat Tokuz Oguz (dziewięć-Oguz) w regionie rzek Tolga i Selenga. W takim właśnie położeniu politycznym znajdowali się Oguzowie pokonani w 682 podczas wojny Inek Gölü przez wodza o imieniu Elterisz.
Istnieją inskrypcje, na podstawie których można wyrażać pogląd, iż w czasach istnienia chanatu goktureckiego nie odnotowywano różnic pomiędzy Oguzami a Gokturkami, co więcej – uważano, że Oguzowie tworzą zrąb Chanatu.
Istnieje także inny pogląd wyrażany na podstawie inskrypcji Tonjukuka (Thomsen V), zgodnie z którym Oguzowie byli unią plemienną podlegającą suwerenności tureckiej. Przeciwko takiemu punktowi widzenia wysuwa się argumenty, że termin „Turcy” był określeniem politycznym używanym dla wyrażenia identyczności etnicznej w kontekście siły militarnej. W takim ujęciu Oguzowie – podobnie jak inni Turcy – wywodziliby się ze wspólnej tureckiej linii.
Jak wiadomo, państwo Gokturków zostało założone przez dynastię tureckich władców, nazywaną „Aszyna”, dzięki wsparciu grup etnicznych tureckiego pochodzenia zorganizowanych wokół tej dynastii. Grupy te musiały być Turkami zorganizowanymi w unię plemienną (innymi słowy – Oguzami). Wyrażano opinię, iż władcy Gokturków pochodzili z Tokuz Oguz. Taki pogląd dowodziłby powiązań istniejących pomiędzy dynastią panującą a Oguzami. Cytuje się nawet pewne chińskie dokumenty, według których w VI i VII wieku społeczność Gokturków opierała się na Oguzach. Inne dokumenty odnoszące się do okresu Tang używają wymiennie określeń „Tokuz-Oguz”, „dziewięć plemion Turków (Gokturków)”, „Turcy (Gokturcy) dziewięciu plemion” oraz czasem „dziewięć plemion ludzi Töles”. W tych samych źródłach Chińczycy tłumaczyli słowo Oguz jako Jiuxing („Dziewięć plemion”).
Reasumując: plemiona Oguzów tworzyły społeczność, która uformowała chanat Gokturków. Do czasu upadku Pierwszego Chanatu nie używało się jednak terminu Oguzowie, bo nie było potrzeby nazywania społeczności złożonej z Turków (Tujue) inną nazwą. Sytuacja zaczęła się zmieniać w okresie interregnum, kiedy to członkowie dynastii Aszyna stali się marionetkami chińskiego pałacu. Wówczas plemiona tureckie zawiązały pomiędzy sobą unię i założyły nowy organizm państwowy. Państwo to było formalnie unią Oguzów powstałą w okresie Drugiego Chanatu zbuntowaną wobec dynastii oficjalnych władców. Po tym wydarzeniu jako unię plemion tureckich określano plemiona podległe panującemu władcy, a wobec zbuntowanych plemion używano terminu „plemienna unia Oguzów należąca do unii plemion tureckich”.

## Okres po Chanacie Gokturków
U początków kaganatu ujgurskiego, przywódcą Oguzów był Mo-yen-çur tytułujący się księciem (tegin). Wkrótce Oguzowie zbuntowali się przeciw ujgurskiemu władcy i zawiązali koalicję ośmiu plemion (Sekiz-Oguz). Mo-yen-çur pokonał jednak kolaborujących z Otuz-Tatarami (Trzydzieści Plemion Tatarskich) Oguzów nad Selengą i pod Burgu. Oguzowie przekroczyli Selengę i wycofali się.
Nie ma wiele informacji na temat Oguzów, którzy po tym okresie pozostali w swoich stronach rodzinnych. Musiała zachodzić prawdopodobna migracja w kierunku zachodnim. Ibn al-Asir utrzymywał, że za rządów kalifa Al-Mahdiego (775-785) Oguzowie dotarli na tereny Transoksanii. Uważa się, że z tych właśnie plemion pochodzili członkowie unii Dokuz-Oguz odnotowanej przez dzieło At-Tabariego z powodu najazdu na Ustruszanę (pomiędzy Seyhun a Samarkandą) na przełomie lat 820 i 821.
W odniesieniu do powyższych wydarzeń uważa się, że członkowie plemiennej unii Oguzów wyemigrowali w region Tałasu zanim w licznych grupach przesiedlili się w rejon rzeki Orchon.
Biorąc pod uwagę, że język turecki Oguzów z Seyhun z XI wieku różnił się od języka Turków wschodnich pod względem słownictwa i wymowy – dowiedziono, że migracja ta musiała dokonać się przed IX wiekiem.

## Ziemie Oguzów
W pierwszej połowie X wieku obecność Oguzów odnotowana jest w stepach Seyhun oraz w okolicach miast Karacuk (Farab) i Isfidżab (dzis. Sajram). Według islamskich geografów takich jak Al-balchi, Istachri i Ibn Haukal oraz pracy zatytułowanej Hududü'l-Alem – ziemie Oguzów rozciągały się od Morza Kaspijskiego na zachodzie (z tego względu półwysep położony na wschodzie morza nazwano Mangystau), przez miasto Gürgenç na południu i przez miasto Cit na południowym zachodzie od tego miasta, miasto Baratekin na południe od Jeziora Aralskiego, na południe od Buchary, w kierunku miasta Savran położonego na obrzeżach Tienszan. Obszary półpustynne zajmowane przez Oguzów od Morza Kaspijskiego po Tienszan nazywano „Ziemiami Stepowymi Oguzów” (Mafazü'l-Guziya).

## Państwo Oguz-Jabgu
W pierwszej połowie X wieku Oguzowie założyli organizm państwowy ze stolicą zimową w Jangikent. Jego władcę tytułowano jabgu. Główny wódz tytułowany Kül Erkin miał być jego regentem, natomiast armią kierował Inspektor Korpusu Bezpieczeństwa.
Istnieją dowody wskazujące, że pomiędzy Jabgu a ich sąsiadami – Pieczyngami i Chazarami – nie było przyjaznych stosunków. Zgodnie z Ibn Fadlanem i Al-Masudim zawsze istniał między nimi stan wojny. Ród Afrygidów, lokalna dynastia Chorezmu, znajdował się pod naciskiem Oguzów. Z faktu śmierci Jabgu podczas jednej z toczonych wojen wywnioskowano, że Oguzowie zaangażowani byli w walki z Karłukami – ich sąsiadami ze wschodu. Mahmud al-Kaszgari podaje z kolei głęboko zakorzenioną wrogość pomiędzy Oguzami a Czygilami. W podobny sposób zaznaczały się kontakty wrogie lub przyjazne z Kimekami sąsiadującymi od północy.
Oguzowie tego czasu znani byli jako Turkmeni, co raczej – w odróżnieniu od słowa Turcy – było odzwierciedleniem orientacji politycznej. Po wstąpieniu do wspólnoty państw muzułmańskich byli również wzmiankowani w źródłach pod tą właśnie nazwą.
Brak jasnych informacji na temat historii państwa Oguz-Jabgu. Rashid ad-Din podaje, że ostatnim jabgu była osoba o imieniu Ali-Han. Utrzymuje on też, że synem Ali-Hana był Szah Malik, słynny suweren Dżendu, przysparzający wiele kłopotów Tughrilowi i Chagriemu jako śmiertelny wróg państwa Seldżuckiego. Informacje przekazane przez kronikarza uważa się jednak za mające charakter jedynie epicki.

## Rozpad państwa Oguz-Jabgu i czasy późniejsze
W okresie państwa Oguz-Jabgu Oguzowie zorganizowani byli w dwa obozy: Üç-ok (Trzy Strzały) i Boz-ok (Szara Strzała).
Istnieją dwie listy tych plemion oguzkich. Pierwsza z nich zawarta jest w Diwan lugat at-Turk – pracy Mahmuda al-Kaszgari z trzeciej kwarty XI wieku, druga – w Dżami at-Tawarich – dziele Rashid ad-Dina z pierwszej kwarty XIV wieku. W pierwszej z prac wymienione zostały 22 plemiona, natomiast w drugiej liczba plemion rośnie do 24, przy czym wymienia się dwa obozy: Boz-ok i Üç-ok. W uzupełnieniu pierwszej z prac, do plemiennych pieczęci dołączone jest także wyszczególnienie plemiennych totemów (ongon). I tak do plemion oboku Boz-ok należały: Kayı, Bayat, Alka-evli (Alka Bölük), Kara-evli (Kar-bölük), Yazır, Döğer, Dodurga, Yaparlı (nie wymienione w Divan-ı Lügat-it), Afşar, Kızır (nie wymienione w Diwan lugat at-Turk), Beğdili, Karkın (nie wymienione w Diwan lugat at-Turk; zamiast niego wymieniano tam Çaruklu). Do plemion Üç-ok należały z kolei: Bayındır, Peçene, Çavuldur, Çepni, Salur, Eymür, Alayuntlu, Yüreğir, İğdir, Büğdüz, Yıva (Iva), Kınık.
Około roku 1000 doszło do rozpadu państwa Oguz-Jabgu. Rozważa się możliwości, że do rozpadu doszło na skutek dezintegracji rodu Seldżuków z podległymi mu licznymi grupami ludności, jak również narastający napór Kipczaków – gałęzi Kimeków, która zaznaczyła się jako potęga militarna w IX wieku. Zgodnie z mapą Mahmuda al-Kaszgari Kipczakowie najechali „Stepowe Ziemie Oguzów” i dolny bieg rzeki Seyhun w pierwszej połowie XI wieku.
Na skutek upadku państwa Oguz Jabgu doszło do migracji licznych plemion z terenów położonych na północ od Morza Czarnego w kierunku zachodnim (Uzowie). Inne grupy podążyły w kierunku Dżendu, a później w kierunku regionu Chorasan. Zauważono, że Oguzowie, którzy pozostali na swoich dawnych terenach, rozlokowali się w regionach Tienszan, w Mangystau oraz w miastach położonych nad rzeką Seyhun. Zauważono również bytność turecką podczas inwazji mongolskiej w rejonach Dżendu i Kara-kum.
Na temat Oguzów wzmianki pojawiają się w latopisach ruskich, gdzie wraz z innymi plemionami koczowniczo-pasterskimi funkcjonują pod nazwą Czarni Kłobucy i odpierają ataki obcych plemion na tereny ruskie.
Od Oguzów swoje korzenie dokumentowali wspomniani już Seldżucy i Osmanowie. Istnieje pogląd, iż spośród Oguzów wywodzi się Dynastia Anusztigina panująca nad Chorezmem od 1077 roku, jakkolwiek zdania na ten temat są zróżnicowane. Dzisiaj ludność pochodząca od Oguzów zamieszkuje Turcję, Azerbejdżan i Turkmenistan. Obecnie Oguzami nazywa się ludność posługującą się południowo-zachodnimi dialektami języka tureckiego.